# ユリア100式
『ユリア100式』（ユリアひゃくしき）は、原作：原田重光、作画：萩尾ノブトによる日本の漫画。汎用人型ダッチワイフのユリア100式と大学生の久保瞬介が繰り広げるコメディ。白泉社の『ヤングアニマル』2005年15、19、24号に読みきり作品として掲載されたのち、2006年4号より2010年まで連載された。話数カウントは「TYPE-」。2009年にはドラマCD版が発売された。2010年3月時点で累計部数は100万部を突破している。
『ヤングアニマル』は青年漫画誌であるため成人向け漫画には属さない作品ではあるが、それに近い内容であったため、2006年12月、神奈川県では県青少年保護育成条例を根拠とし、有害図書類に指定された。

## 登場人物
※「声」はドラマCD版、「演」はVシネマでのキャスト。

### ダッチワイフ
本作に登場するドールは自律式のロボットのようなものであり、人間と交流しても機械と見抜かれない程度の知能や感情・情緒を持つ。ただしものがダッチワイフであるため思考回路はエロスへと向かう傾向がある。また、外観も非常に精巧に仕上げられており、作中において機械であると見破られたと言う描写は無い。あくまで電気製品であり作中では時折使用法についての解説がなされている
ユリア100式
声 - 喜多村英梨 / 演 - 藤井シェリー
通称ユリア。最新型ダッチワイフ（ラブドール）である。スリーサイズはB88 W52 H86。最初にセックスした男性の男性器をインプリンティング（記憶）して、その人の一生の性欲の奴隷となる。巨乳で、ドジっ娘だったりなど、ロボットとしてより性欲の対象として気に入られる為に作られており、ダッチワイフとしての様々な技術・機能を持つ。またユリアシリーズは耐用年数100年を目指して開発されており、ユーザーの生涯の伴侶として使用する事も可能。恋愛感情等よけいなものはプログラムされていないはずだが、瞬介相手に恋愛感情らしきものが芽生えてしまった。なお精密機械であるため、エアコンやテレビなどのリモコンから発せられる電波に反応して誤作動を引き起こす場合もあり。
秋葉博士から逃げた際、久保瞬介と出会ってそのまま同棲を始める。性欲旺盛に作られており毎回瞬介にセックス（インプリンティング）を求めるが拒否される。妄想力も逞しく、その度に鼻血（のようなもの）を噴出する。ユリアの妄想→鼻血が、作品序盤のお約束のオチでもあった。
ユリア105式
声 - 伊藤静
通称ジュリア。B95 W54 H92のダイナマイトボディーを持つ。ユリアよりさらに優れた性能を持つが、高性能すぎて前戯だけで相手が達してしまうため、インプリンティングができないという悩みを持つ。自分がダッチワイフだと言う事を頑なに否定し、ラブドールだと言い張る。何故かユリアに対抗心を抱き、瞬介を奪おうと強姦まがいのインプリンティングを試みるが、メキシカンレスラー宜しくフィニッシュホールドを食らい失敗。その後良夫に引き取られるが、良夫が18歳未満のためインプリンティングを保留していた（ダッチワイフは淫具であり、この手のものは通常、日本ではいわゆる「18禁」である）。74話にて良夫が18歳となったため、インプリンティングし良夫専用のラブドールとなった。
良夫の母親の前では自ら動作を停止し、等身大のフィギュアを装っている。なお、ユリアとの会話から、自分の存在が良夫の母親にあらぬ誤解を生んでいることは理解している模様。何故か登場人物？の中でもかなりの常識人。良夫の趣味なのか本人が気に入っているのか、最近はメイド服着用する事が多い。
ユリア108式
声 - 後藤麻衣
通称ユリン。それまでのユリアシリーズとは路線を変えた少女型で、ユーザーが育成する楽しみを得られるような設定が施されている。身長152cm。B70 W54 H68だが、ユーザーが刺激することによってバストは最大Hカップ、ヒップは最大98cmまで成長する。例によって博士のところから逃げ出し、瞬介の家に転がり込む。後に公園で一平に持ち帰られる（ユリン自身によってなぜかイタズラ目的で連れていかれたことになっている）。純真な子どもっぽい振る舞いをするが、実際には腹黒い。
ルーシーMarkII
秋葉博士に対抗してアメリカの博士（名前不明）が製作した汎用人型プレイドール。ユリアシリーズをライバル視し、世界のアダルトグッズ市場をアメリカが独占することを示すために日本に来た。普段は外人アイドルとして活動している。インプリンティングシステムはなく、不特定多数の人とプレイできるようにフリーセックスシステムを採用している。このため、一部の登場人物を除き「寸止め」は適用されない。
基本的に欧米向けに作られているのでアグレッシブでオーバー。そのため、そのセックスアピールを見た日本人男性が冷めてしまうこともしばしば。欧米向けなので自己主張も非常に強く、文句も多いが、愛想は良い。ボディーもハードなプレイに対応できるように製作されている。
現在は芸能人としてデビューしている。デビュー以来ロクにエッチな事ができない為、本人はヌードかAVの方がいいらしい。
ルーシーMark3.5
通称ルーイ。ルーシーシリーズの一機。56話より登場。少女型のMarkIIIと、女性向けダッチハズバンドのMarkIVが並行して開発されていたが、途中で開発資金が尽きたため、MarkIIIの上半身にMarkIVの下半身をくっつけるという強引な手法で完成を見た（ナンバリングが3.5となっているのはこのせい）。そのため、見た目はボーイッシュな少女だが、股間には全長30cmキングサイズのペニスが鎮座ましましているというふたなり状態になってしまった。意識は完全に女性であり、男性とセックスがしたいと思っている。
ユリアシリーズを打倒すべく、MarkIIに次いで日本に送り込まれる。ルーイと名乗り、日本の一般家庭にホームステイするも、ホストファミリーの女子高生に、下半身が男であることを知られてしまう。ところが、その女子高生が腐女子であったために大いに歓迎され、ボーイズラブの知識を植えつけられる。
ユリア1000式
秋葉原博士が開発した、作中では最新式のユリアシリーズ。ナノテクノロジーと最新制御理論を結集して形状記憶液体シリコンで造られた、博士曰く「変幻自在 究極のダッチワイフ」。接触した相手からデータを読み取り、人外の形態を含めた相手の好みの姿形に瞬時に変形するほか、知り合いの人間に擬態することも可能。(その際は表情や声も真似られる）。
博士がマインドプログラムに失敗したため、意志や感情を持たず性欲処理のみを目的として行動する。一方で標的に接近するための策を練ったり標的の意中の人物になりすますなど他のユリアシリーズ同様の知能は持っている。

### 人間
久保瞬介
声 - 日野聡 / 演 - 榊原順
ひょんなことからユリアに出会い、同棲することになる大学生の青年。許嫁がいるためユリアの誘惑を断固として拒否し、毎回何かにつけてセックス（インプリンティング）に持ち込もうとするユリアを寸前でかわす毎日。
理性の強さは作品随一で、ユリアの性能をもってしても射精に至ったことすら殆ど無い。プロレス等の格闘技に長け（反則技も含め）、その技でユリアの誘惑を強引に断ち切る。数々のプロレスの技はこの作品の定番のオチでもある。
最終的にまりあと結ばれたかに思われたが、まりあが性交を拒否したため破局、ユリア達のもとへ戻ってきた。
中村まりあ
声 - 小清水亜美 / 演- 糸矢めい
瞬介の地元の名家のお嬢様で許嫁。ユリアが瞬介と一緒に住んでいることに納得していない。箱入りで潔癖症。お嬢様であるためラブホテルのことがよくわからなかったり、プライドが高く3分以上凌辱に耐えられなかったりする。
最終的に瞬介と結ばれたかに思われたが、瞬介との性交に伴う痛みに耐えきれず破局、その後の動向は不明。
秋葉歩
声 - 藤原啓治 / 演 - 吉岡睦雄
秋葉研究所所長、ユリアシリーズの製作者。3式（ただのコンニャク）や28式（空気充填式のダッチワイフ）などの試作を経て、遂には100式を始めとする自意識を持ったダッチワイフまで創り出した生体科学の権威。しかしその行動は変質者そのもので、100式、105式、108式と、作ったダッチワイフたちに逃げられては全裸のまま探し回って逮捕されている。
瞬介が通う大学の教授も務めている。
良夫
声 - 阪口大助
元々は、瞬介がアルバイトの家庭教師としていくはずだった生徒。かなりのフィギュアマニアで、自作もしたりする。高校のフィギュア同好会の会長でもある。当初はユリアに、後にジュリアにときめいた末、行き場を失ったジュリアを引き取った。彼はジュリアがラブドールであることを知らないが、親には誤解されている。まだ高校生（17歳3ヶ月）であるため、18禁の世界に入ることはできない。後にジュリアがラブドールであることを知ってしまうがまんざらでもない様子（誤解混じりではあるが）。
良夫ママ
声 - 勝生真沙子
38歳。夫は仕事の都合で単身赴任中。息子の大きなお人形さん趣味を許容しつつも、大夫心労が溜まっているようである。彼女が105式と変な状態で一緒にいる良夫を見かけるのも、この作品定番のオチである。
山本一平
声 - 近藤孝行
小学校の教師を目指す、21歳の大学4年生。なりゆきでユリンを誘拐してしまったことになっている。一人暮らし。
中森薫
ルーシーMark3.5のホームステイ先の高校3年生。アルゼンチンバックブリーカーをされながらやってきたルーイの股間の逸物に驚きを隠せなかったが、ルーイの事情を聞き、「日本にはBLの文化がある」と、ボーイズラブの知識を植えつける。なかなかの美人だが、典型的な腐女子。
横山明
声 - 楠見尚己 / 演 - 宇野祥平
瞬介のバイト先の店長。店に娼婦を連れ込んだり、撮った写真をその筋の投稿雑誌に送ったり、ギャグ大会では下ネタ全開の漫才をしたりと、まったくその系統への歯止めが利かない人。当然この方も大人なので寸止めは適用されない。35話にて投稿した記事より48歳との表記があるが定かではない。
氷川光秀
声 - 安元洋貴
瞬介の通う大学のプロレス同好会会長。名前はファイヤープロレスリングの登場レスラーの名前そのままであり、モデルも三沢光晴である。
川田、小川
瞬介の友人たち。瞬介とユリアの絡みをよく目撃する。瞬介的には寸止めなのだが、彼らにすればどう見てもアウトにしか見えない。まりあに逐次様子を教えるある意味友達想い連中なのだが、表現の仕方がまずいのか、撮った記録がまずいのか、まりあには誤解を招く形で常に報告がなされている。彼らの名前の元ネタもプロレスラーの名前である。
マスター
シリコンバレーに研究所を置くルーシーシリーズの製作者。かつて秋葉博士と共に人型性欲処理器具の研究をしていたことがあり、先にユリアシリーズを完成させた秋葉博士にライバル心を燃やす。
金田国彦
24歳の芸能事務所マネージャー。アイドル好きが高じて職に付いたが、自分の求めるアイドルに出会えずにいた所、ルーシーを見かけスカウトする。ナンパと勘違いしたルーシーに最後までやられてしまうも、事後、なんとか説得。ルーシーを理想のアイドルとして売る事は本気であり、必死にサポートするも、ルーシーの特性故に前途多難の日々である。彼女からは「クンニヒコ」と呼ばれている。
ルーシー曰く小さいらしい。大人でありルーシーが相手の為、彼にも寸止めは適用されない。単行本では先行して6巻のおまけ漫画に登場している。
ユキエ
町に引っ越してきたばかりの少女。エロエロ団に仲間外れにされたユリンに声を掛け、友達となる。
下山先生
数々の売れっ子アイドルを手がけたスゴ腕カメラマン。ルーイですら許容する度量の深さと、被写体がカラんでいようが関係無しの技量を持つ。

### その他
解説
声 - 四宮豪
ユリアやジュリアが行なう行動に対し『ダッチワイフである○○は』から始まる解説（ユリア100式またはユリア105式、ユリア108式マニュアル）が入る。

## 能力・特徴

### ユリア100式
発覚した物から。
- 「ダッチワイフであるユリア100式は最初に挿入されたペニスをインプリンティングしその男の一生の性の奴隷になる（動物も例外ではない）」
  - 後に「ちゃんと一番奥まで挿し込んで3秒間インプリンティングしなければならない」が追加
- 「秒速16回の速さで手コキができる。足コキもできる（秒間10回）」
- 「バストは88(Fカップ)でパイズリでは20Hzで微振動する」
- 「ヘッドバンギングは10回/s」
- 「膣内は10Hzで微振動する」
- 「腰振りはしびれフグ並みの振動」
- 「バキュームフェラは吸引力30,000cc」
- 「膣内は圧力100mmHg」
- 「人間工学に基づいた起伏とカズノコ天井を備えている」
- 「大量の精液もおいしくゴックンできるよう、味覚設定されている」
- 「フェラ時、潤滑をよくするため大量の唾液が分泌される」
- 「常に36.5℃に体温が保たれている」
- 「さまざまな体位を楽しめるよう軽量化されている(本体35kg)」
- 「刺激物に対してかなり敏感」
- 「DV（ドメスティックバイオレンス）にも対応できるよう丈夫に作られている（105式も然り）」
- 「さまざまな体位をこなすため長時間のポージングが可能」
- 「スパンキングに対する耐性を持っている」
- 「性器は1トンの圧力のピストン運動にも耐えられる」
- 「南極の寒さにも耐えられるよう設計されている」
- 「標高5000mでも正常作動することが確認されている」
- 「10万回のSEX耐久テストに合格している」
- 「ダッチワイフなので下ネタ系全般の話は、たとえつまらなくても笑ってしまう」
- 「あらゆる性技がインストールされている」
- 「ありとあらゆるアブノーマルなプレイが可能…例（露出プレイなど）（これも105式然り）」
- 「あらゆるアダルトグッズに精通している（これも105式然り）」
- 「高度なベッドメイキング技術を身につけている」
- 「ピロートーク用に100の小話をストックしているためSEX後のアフターケアも完璧」
- 「ユリア100式にとってアナルは別腹」
- 「料理といってもダッチワイフなため（?）か皮をむく事と、こするという事のみ得意（他は下手）なため作れる品はかなり限られる」
- 「瞬時にペニスのデータを読み取る」
- 「ペニスを手に取っただけで包茎手術や男性器増強手術の跡を見抜いてしまう」
- 「ペニスの扱いにはかなり慣れているため本人以上に気持ちいい場所を心得ている。そのため体温、脈拍だけで射精するタイミングがわかる。なので焦らしプレイも可能」
- 「ダッチワイフなため（?）普通の人命救助の知識はないが誰が見てもSEXをしようとしているようにしか見えない人命救助をする（それで主人公は1回助けられた。が、その人命救助に至るまでの原因の発端はユリア100式。SEXもする寸前まで行ったが結局意識が戻った直後の瞬介のプロレス技により阻止された）」
- 「人間同様に髪が伸びるのでお好みのヘアスタイルが楽しめる」
- 「留守番時に不貞を働かないよう貞操帯モードにすることが可能」
- 「ED対応で前立腺責めによる強制勃起の技術をもつ」
- 「過去に行われたすべてのプレイが生々しく記憶されていていつでも思い出せて話せる」
- 「携帯電話のようにマナーモードもあり完全に消音可能」
- 「声も自由に変えられてアニメ声からハスキーボイスまで可能」
- 「ありとあらゆる感染症に対し免疫をもっている」
- 「秋葉原は第2の故郷」
- 「内蔵されたスイッチを押すことにより自主規制が解除され18歳未満の男にもインプリンティングを求めるようになる」
- 「体臭から催淫フェロモンが出るため周りにいる動物（嗅覚が鋭い犬など）が発情して襲ってくることがある」
- 「相手が初めての場合も想定してインプリンティングまでのガイドライン機能も搭載している」
- 「白濁した液体には異常な関心を示す」
- 「黒光りする棒状の物を見るといてもたってもいられなくなる」
- 「下着選びは実用性重視である」
- 「GPS機能搭載で、あらゆるラブホを検索できる」
- 「相手が童貞であることを瞬時に見抜く」
- 「初心者ナビがついている」
- 「シャワーを浴びると自然と臨戦態勢に入る」
- 「麻薬捜査犬なみに精液の匂いには敏感」
- 「視覚にモザイク除去機能がついている(モザイク処理した画像を処理前の状態で認識できる)」
- 「72時間連続性交可能」
- 「最長8時間のじらしプレイが可能」
- 「あえぎ声は最大140デシベル」
- 「サーモグラフィーにより挿入時の断面図を見ることができる」
- 「潮吹きは最長5mまで届く」

### ユリア105式
今までにわかっているもの。性能面ではユリア100式を上回る。
- 「手コキは秒速20回」
- 「バキュームフェラは40000cc」
- 「パイズリは30Hz」
- 「ヘッドバンギングは12回/s」
- 「マニュアル仕様からオートマ仕様になったため誰でも気軽に性処理ができる」
- 「ユリア100式と違い（とは言ってもユリア100式も多少強引にしようとすることはある）性処理に対し手段を問わないため強姦まがい（まがいというよりほぼ強姦）の行為をすることがある」
- 「ありとあらゆるアダルトグッズに精通している」
- 「バストは何年経っても垂れない保障つき」
- 「何度使用してもヴァギナは黒ずんだり緩んだりしない」
- 「100人犯っても大丈夫!がキャッチフレーズ」
- 「クーリングオフの対象外品」
- 「ダッチワイフなので愛という単語が頭の中の内蔵辞書に入っていない（100式はなんとなくだが理解している）」
- 「ユリア100式よりも英語が得意」
- 「高度な緊縛技術を習得している」
- 「マグロモードになると一切無反応になる」(良夫ママのいるときはこのモード)
- 「ペニスの反り返り具合で年齢がわかる」
- 「腰使いは上下のピストンと前後左右のグラインドを同時にこなす機能を備えている」
- 「夜這いを迎え撃てるようちょっとした刺激で目を覚ますことができる」
- 「インプリンティングが済みユーザー専用機になると防姦システムが作動するようになる(ユーザー以外が挿入しようとすると100万Vの電流が流れる)」
- 「100年の耐久保証付き」

### ユリア108式
今までにわかっているもの。
- 大変高価な品物ですので　盗難保険への加入をお勧めします。
- いなくなった場合　警察では単なる遺失物として扱います。
- 「ユーザーのことを『お兄ちゃん』もしくは『パパ』と呼ぶ」
- 「手コキはぎこちないながらもツボを心得た動き」
- 「プレイ通じてユーザー好みの女に成長する育成機能を搭載」「育成機能はユーザーのテクニックが反映される」
- 「育成機能により揉めば揉むほど乳房が発達（最大Hカップまで発育）」
- 「育成機能により撫でれば撫でるほどお尻が発達（最大98cmまで発育）」
- 「ユーザーの性癖を分析する能力」
- 「育成機能により全身どこでも刺激し続けることで性感帯として発達する」
- 「未発達状態のユリア108式にペニスを吸わせる場合は 事故等が起きぬようユーザーの目の届く範囲でお願いします」
- 「ダッチワイフであるユリア108式は最初に挿入されたペニスをインプリンティングし その男の一生の性の奴隷となる」
- 「育成期間中は成長を促すためにも性欲処理はできるだけ108式で行うにお願いします」
- 「ワイセツな話題に大変 鼻がきく」
- 「ユリア108式の陰毛は 恥丘をよくマッサージする事で育成」
- 「クリトリスは育成機能により最大親指大まで発育させる事が可能」
- 「インノウの張り具合から どれだけの精液がたまっているか推測することができる」
- 「ペニスの取り扱いは育成段階が初期の場合は ぎこちないところがあるので ご注意下さい」
- 「皮膚組織は多量の精液をかけても劣化等しない耐性」
- 「射精へのカウントダウン機能がある」
- 「育成開始時に自由に名前を設定することが可能」
- 「ユリア108式は主にお医者さんゴッコやおままごとをして遊んであげて下さい」
- 「ユリア108式の局部は未発達な育成時にはユーザーご自身の手で洗ってあげて下さい」
- 「ユリア108式には実践をもって正しい性知識を身につけさせてあげて下さい」
- 「ユリア108式の膣は育成段階では無理矢理こじ開けたりすることのないようにお願い致します」

### ルーシーMarkII
- 「歴代プレイメイトを参考につくられたB95 W56 H88 のダイナマイトボディ」
- 「プレイは大変過激なハードコア仕様となっている」
- 「NC-17(日本でいう18禁)のため、17歳以下のユーザーは使用不可」
- 「ユーザーを挑発するさまざまなセックスアピールを身につけている」
- 「視線を感じると自然とセクシーポーズをとってしまう」
- 「プレイ中常に笑顔を絶やさないチアリーダー精神を持っている」
- 「歩くときは常にモンローウォーク」
- 「カニバサミは0.5トンもの締め付け力がある」
- 「辞書一冊分のアメリカンジョークを記憶している」
- 「臨場感を出すためあえぎ声は広範囲の音域で発声可能」
- 「腰使いは8ビートが基調」

### ルーシーMark3.5
- 「スリーサイズはローティーンをイメージした B76 W55 H78」
- 「ペニスは通常時でも12cmある(欧米規格のため)」
- 「最大勃起時は長さ30cm直径5.5cmにまでなる」
- 「0.5秒でMAXまで勃起させることが可能」
- 「勃起力は200kgの体重を支えることが可能」
- 「ペニスは30Hzでバイブレーションする」
- 「1回の射精量は一般成人男子の約5倍」
- 「射精後、約30秒で再チャージが可能」

### ユリア1000式
- 「超巨乳から貧乳までお好みのスリーサイズに設定することが可能」
- 「熟女から幼女まであらゆるジェネレーションとのプレイが可能」
- 「お好きなコスチュームを瞬時に着せることができる」(コスチュームは身体の一部が変形したもの)
- 「実在の人物に姿を変えられるため、近親相姦プレイ等の願望も叶えることが可能」
- 「(猫耳、シッポ、アニメ顔など)あらゆるオプションカスタマイズに瞬時に対応可能」
- 「(液体シリコン製のため)あらゆる異物の挿入に耐えることが可能」
- 「(液体シリコン製のため)ブラックライトに当てると光を発することがある」
- 「身体の任意の場所にオナホールを形成し、どんなペニスのサイズにも形状を合わせることが可能」
- 「分裂可能で、最小でもオナホールのサイズまで活動が可能」

## 書誌情報
- 原田重光（原作） / 萩尾ノブト（作画） 『ユリア100式』 白泉社〈ジェッツコミックス〉、全12巻
  1. 2006年8月29日発売[3]、ISBN 4-592-14401-5
  2. 2006年11月29日発売[4]、ISBN 4-592-14402-3
  3. 2007年3月29日発売[5]、ISBN 978-4-592-14403-8
  4. 2007年7月27日発売[6]、ISBN 978-4-592-14404-5
  5. 2007年12月20日発売[7]、ISBN 978-4-592-14405-2
  6. 2008年3月28日発売[8]、ISBN 978-4-592-14406-9
  7. 2008年6月27日発売[9]、ISBN 978-4-592-14407-6
  8. 2008年10月29日発売[10]、ISBN 978-4-592-14408-3
  9. 2009年3月27日発売[11]、ISBN 978-4-592-14409-0
  10. 2009年7月29日発売[12]、ISBN 978-4-592-14410-6
  11. 2009年11月27日発売[13]、ISBN 978-4-592-14651-3
  12. 2010年3月29日発売[1]、ISBN 978-4-592-14652-0

## ドラマCD
ドラマCD「ユリア100式」Vol.1
2009年11月20日にタブリエ・コミュニケーションズより発売される。原作者である原田重光自らシナリオを手がけたドラマ4話分に加え、ユリア・ジュリア・ユリンが歌うドラマCDのテーマソング「SHOW_TO_SHI・TA・I」も収録される。初回生産分には、特典として「ユリア100式『匂い付きカード』」が付いてくる。

### キャスト
- ユリア - 喜多村英梨
- ジュリア - 伊藤静
- ユリン - 後藤麻衣
- 中村まりあ - 小清水亜美
- 久保瞬介 - 日野聡
- 良夫 - 阪口大助
- 山本一平 - 近藤孝行
- 秋葉博士 - 藤原啓治
- 横山明(店長) - 楠見尚己
- 良夫ママ - 勝生真沙子
- 氷川 - 安元洋貴
- ナレーション - 四宮豪

### 収録内容
第1話：ユリア誕生
第2話：ジュリア誕生
第3話：ユリン誕生
- コミックスに収録されている各キャラクター登場回をドラマCD版にアレンジしたストーリーを収録。どこがコミックスと変わっているのか確認してみるのも面白いかも。

第4話：みんなで看病
- このドラマCDの為に原田重光先生が書き下ろしをしたオリジナルストーリー。風邪をひいた瞬介をユリア、ジュリア、ユリンの三人が看病？しているところに許嫁のまりあから電話がかかってきて…

テーマソング「SHOW_TO_SHI・TA・I」
- - 歌：ユリア（喜多村英梨）、ジュリア（伊藤静）、ユリン（後藤麻衣）
  - 作詞：mms
  - 作編曲：小池雅也
  - プロデュース：佐藤ひろ美